# Par l'épée
Pour plus de détails, voir Fiche technique et Distribution.
Par l'épée (By the sword) est un film américain de Jeremy Kagan sorti en 1991.

## Synopsis
Escrimeur émérite, Alexandre Villard s'est retiré invaincu, au sommet de sa gloire. Il dirige à New-York une salle d'armes jusqu'au jour où débarque un nouveau professeur, l'énigmatique Maximilian Suba. Villard découvre bien vite que Suba n'est pas celui qu'il prétend et qu'il pourrait bien avoir un lien avec le meurtre de son père.

## Fiche technique
- Titre : Par l'épée
- Titre original : By the sword
- Réalisation : Jeremy Kagan
- Scénario : James Donadio, John McDonald
- Musique : Bill Conti
- Maître d'armes : Bob Anderson
- Genre : Drame, sport
- Pays : États-Unis
- Dates de sortie : 
  - 1991
  - France : 25 mars 1992
- Durée : 91 min.

## Distribution
- F. Murray Abraham : Maximilian Suba
- Eric Roberts : Alexandre Villard
- Mia Sara : Erin Clavelli
- Christopher Rydell : Jim Trebor
- Elaine Kagan : Rachel
- Brett Cullen : Gallagher
- Doug Wert : Luke Hobbs
- Sherry Hursey : Tanos
- Stoney Jackson : Johnson
- Caroline Barclay : Tatiana
- Peter Cohl : Calder